# Kusma
Kusma (Кузьма) ist ein russischer männlicher Vorname, abgeleitet von Kosmas. 

## Personen
- Kusma Minin († 1616),  Kaufmann aus Nischni Nowgorod
- Kusma Demidowitsch Wyssozki (1911–1940), sowjetischer Offizier
- Kusma Sergejewitsch Petrow-Wodkin  (1878–1939),  Maler, Grafiker, Kunsttheoretiker, Schriftsteller und Pädagoge
- Kusma Antonowitsch Gwosdew (1882–1956), Revolutionär
- Kusma, Nepal, Stadt (Municipality) in Nepal
- Kusma (Vara), Dorf der Landgemeinde Vara, Estland
- Kusma (Võru), Dorf der Landgemeinde Võru, Estland